# Ichiki Kiyonao
Ichiki Kiyonao (一木清直 Nhất Mộc Thanh Trực), (16 tháng 10 năm 1892 - 21 tháng 8 năm 1942) là một sĩ quan của Lục quân Đế quốc Nhật Bản. Ông là chỉ huy trưởng trung đoàn bộ binh số 28 (còn gọi là trung đoàn Ichiki) tham gia trận đánh trên bộ đầu tiên của Chiến dịch Guadalcanal là trận Tenaru. Trong trận này, trung đoàn của ông đã bị đánh bại với thương vong rất lớn và bản thân ông cũng chết trong trận này.

## Tiểu sử
Ichiki sinh ra tại tỉnh Shizuoka. Ông tốt nghiệp khóa 28 Trường Sĩ quan Lục quân năm 1916. Sau đó, ông đã được đưa đến Trường Bộ binh Chiba làm giáo viên trợ giảng.

### Tham chiến ở Trung Quốc
Sau khi được thăng hàm thiếu tá năm 1934, Ichiki được bổ nhiệm làm chỉ huy trưởng một tiểu đoàn thuộc Trung đoàn Bộ binh số 1 của Chi Na Trú Đồn quân năm 1936. Ngày 7 tháng 7 năm 1937, tại Bắc Kinh, quân Nhật cho tiến hành diễn tập một cuộc tấn công ban đêm và bắn đạn giả lên trời mà không thông báo trước. Lính Trung Quốc tưởng đây là một cuộc tấn công thật đã cho bắn vài quả đạn pháo nhưng không trúng bất kì mục tiêu nào, tuy nhiên cũng đưa đến một cuộc đọ súng ngắn giữa hai bên vào lúc 11 giờ đêm. Sáng hôm sau, khi một người lính Nhật không trở lại đơn vị, tiểu đoàn trưởng của anh ta chính là thiếu tá Kiyonao Ichiki nghĩ rằng anh ta đã bị quân Trung Hoa bắt nên báo cáo lại cho trung đoàn trưởng là đại tá Mutaguchi Renya. Sau đó, chính Ichiki là người đã phát động cuộc tấn công vào thành Uyển Bình, dẫn đến sự kiện Lư Câu Kiều làm bùng nổ Chiến tranh Trung-Nhật.
Sau sự kiện trên, ông bị triệu hồi về Nhật và làm nhiệm vụ giảng viên tại trường đào tạo chuyên ngành trang thiết bị quân sự từ 1938 đến năm 1940.

### Trong chiến tranh Thái Bình Dương
Khi Chiến tranh Thái Bình Dương bùng nổ vào năm 1941, Ichiki được thăng hàm đại tá và được bổ nhiệm làm chỉ huy trưởng Trung đoàn Bộ binh số 28 thuộc Sư đoàn 7, quân số là 3.000 người. Trung đoàn của ông đã được giao nhiệm vụ tấn công và đánh chiếm đảo Midway tuy nhiên sau khi hạm đội Nhật do đô đốc Nagumo Chūichi chỉ huy bị đánh bại trong trận Midway, cuộc hành quân này đã bị hoãn lại.
Tháng 8 năm 1942, Ichiki và trung đoàn của mình được chuyển đến biên chế Quân đoàn 17 tại mặt trận phía nam với căn cứ ở Truk, quần đảo Caroline. Sau khi quân Đồng Minh đổ bộ lên Guadalcanal tại quần đảo Solomon, để phản kích lại, Bộ Tổng tư lệnh Đế quốc Nhật Bản đã lệnh cho Quân đoàn 17 nhiệm vụ chiếm lại sân bay Henderson và đẩy lùi quân Đồng Minh ra khỏi đảo. Các đơn vị của quân đoàn lập tức bắt đầu di chuyển về phía Guadalcanal, nhưng Trung đoàn Ichiki, đang trên tàu vận chuyển từ Nhật Bản đến đảo Guam, vốn là đơn vị ở gần nhất, đã đến khu vực này trước tiên.
Ngày 19 tháng 8, sáu khu trục hạm Nhật Bản đã đưa Ichiki và 916 người thuộc trung đoàn từ Truk đến Taivu Point tại Guadalcanal. Việc đổ bộ êm ái và không thấy bóng dáng quân Mĩ cũng như bất kì sự kháng cự nào nên Ichiki sinh ra chủ quan, chỉ để lại 125 quân giữ đầu cầu, số còn lại theo ông băng rừng tiến về sân bay cũ, luôn sau lưng đánh quân Mĩ. Ichiki nghĩ rằng người Mỹ bố phòng phía mặt biển chống đổ bộ, còn phía sau lưng là rừng già, mà chiến đấu trong rừng già thì Mỹ phải thua Nhật. Do ước lượng sai về số quân Mĩ, Ichiki đã cho tiến hành một cuộc tấn công trực diện bằng ban đêm vào các vị trí lính thủy đánh bộ ở lạch Alligator phía đông vành đai Lunga. Tuy nhiên, trái với dự đoán của ông, thủy quân lục chiến Hoa Kỳ đã biết về cuộc đổ bộ nên đã thiết lập các vị trí phòng thủ vững chắc ở bờ tây con lạch. Trong trận Tenaru ngày 21 tháng 8, trung đoàn của ông đã bị đánh bại với thương vong rất lớn sau 3 lần tấn công bất thành và cuộc phản công của quân Mĩ.

### Những giả thuyết về cái chết
Đại tá Ichiki đã cho đốt cờ trung đoàn và chết cùng đơn vị của mình. Cái chết của ông vẫn còn những giả thuyết khác nhau. Trong tác phẩm Bloody Ridge: The Battle That Saved Guadalcanal của Michael T.Smith, những người lính Nhật còn sống sót đã khẳng định Ichiki đã chết trong trận đánh, chứ không phải tự sát. Sau trận đánh, một sĩ quan Nhật Bản bị thương, trong tư thế giả chết đã dùng súng lục bắn bị thương nặng một thủy quân lục chiến đang đi kiểm tra trước khi bị một thủy quân lục chiến tên Andy Poliny giết chết. Poliny tin rằng người sĩ quan ấy chính là đại tá Ichiki. Còn trong Guadalcanal: The Definitive Account of the Landmark Battle của Frank Richard lại khẳng định theo Senshi Sōshō, cơ quan quân sử Nhật Bản trong Chiến tranh Thái Bình Dương là đại tá Ichiki đã tiến hành nghi thức seppuku (mổ bụng tự sát). Tuy nhiên, một người lính Nhật sống sót lại khẳng định anh đã trông thấy đại tá Ichiki lần cuối khi ông này lao lên tấn công phòng tuyến quân Mỹ.